# June Jordan
June Millicent Jordan, född 9 juli 1936 i Harlem, New York, död 14 juni 2002 i Berkeley, Kalifornien, var en amerikansk aktivist och författare.
Jordan var aktivist inom medborgarrätts- och Black Power-rörelserna. Hon var även verksam som lärare och skrev många böcker, såväl essäer, non-fiction, poesi och fiction. Av dessa kan nämnas Some Changes (1971), Things that I do in the Dark (1977), Passion: New Poems, 1977–1980 (1980) och Civil Wars (1981).